# مسجد «خانلار»
مسجد خانلار (ترکی آذربایجانی: Xanlar məscidi) یک اثر باستانی با اهمیت کشور می‌باشد، که در بخش شهر قدیمی باکو قرار دارد.

## دربارهٔ مسجد
مسجد خانلار (به فارسی خانان) به سفارش براداران «خانلارف» بر اساس طرح معماری به اسم «مشهدی میرزا قفار اسماعیلف» در اواخر قرن ۱۹ میلادی در قرابت خانهٔ آنها بنا شد.
این مسجد به شکل مربع، در صف خانه‌های مسکونی قرار دارد. ورودی ساختمان به سه بخش تقسیم شده‌است. روی بخش مرکزی با گنبد و بخش‌های جانبی نیز با قله‌ها پوشانیده شده‌است.
نمای داخلی بنا آکنده از نقوش نباتی می‌باشد. این نیز به تمام چشم‌انداز داخلی مسجد عظمت و جاه و جلال زیبایی به ارمغان می‌آورد. مسجد خانلار آخرین ساختمان مذهبی است، که در قلمروی شهر قدیمی باکو ساخته شده‌است.
ساختمان مسجد در حال حاضر به عنوان خانهٔ مسکونی مورد استفاده است.